# موسیقی در مصر

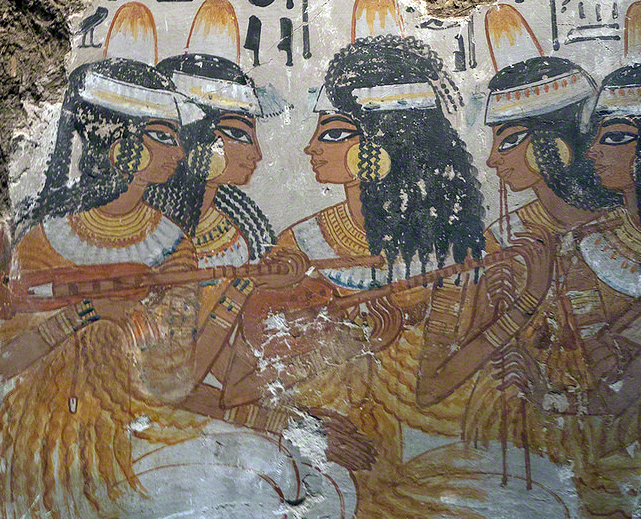
نوازندگان لوت و لوله‌های دوتایی از نقاشی دیواری ای که در مقبره تبان نبامون، نجیب‌زاده سلسله هجدهم پادشاهی جدید، پیدا شده‌است. ۱۳۵۰ ق.م.

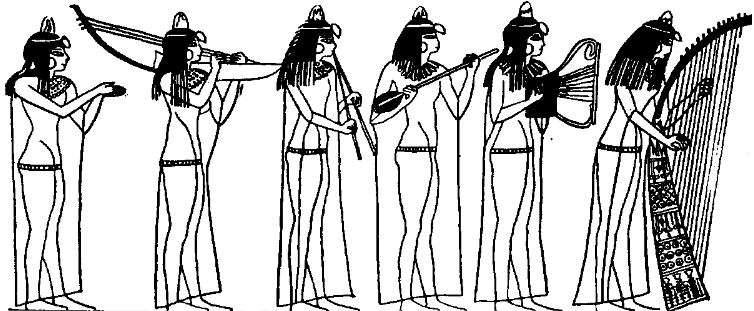
سازهای مصری

موسیقی از زمان باستان بخشی جدایی ناپذیر از فرهنگ مصر بوده‌است. کتاب مقدس سازهایی را که توسط عبرانیان باستان نواخته می‌شود، مستند می‌کند که همه آنها در باستان‌شناسی مصر با هم در ارتباط هستند. موسیقی مصری احتمالاً تأثیر بسزایی در پیشرفت موسیقی یونان باستان داشته‌است و از طریق یونانیان نیز برای موسیقی اوایل اروپا تا سده‌های میانه نیز مهم بوده‌است. موسیقی نوین مصری، به دلیل محبوبیت و نفوذ عظیم سینما و موسیقی مصر، هسته اصلی موسیقی خاورمیانه عرب و شرقی محسوب می‌شود و تأثیر زیادی در منطقه دارد. ساختار مقامی موسیقی شرقی خاورمیانه که توسط مقام‌ها تعریف می‌شود، شباهت زیادی به مدهای غربی دارد و در حالی که ریتم موسیقی خاورمیانه توسط حالت‌های موزون استاندارد «وزن» اداره می‌شود، که با ترکیب ضربات و استراحت‌های برجسته و بدون تمرکز تشکیل می‌شود.

## تاریخ
مصریان باستان اختراع موسیقی را به الهه بت (Bat) مربوط می‌دانستند. فرقه بت در نهایت به مذهب حاثور تبدیل شد که دلیل آن تصویر شدن هر دو الهه به گاو بود. اعتقاد بر این بود که موسیقی حاثور توسط ازیریس به عنوان بخشی از تلاش او برای تمدن جهان مورد استفاده قرار گرفته‌است. ایزدبانوی شیر، باستت، نیز همچنین الهه موسیقی قلمداد می‌شد.

### دوره نوسنگی
در مصر پیش از تاریخ، موسیقی و مرثیه سرایی معمولاً در جادوها و آیین‌ها استفاده می‌شدند. ضرب‌آهنگ‌ها در این مدت گوناگون نبودند و موسیقی وسیله‌ای برای ایجاد ضرب‌آهنگ بود. پوسته‌های کوچک نیز به عنوان سوت استفاده می‌شدند. (pp26–30)

### دوره پیش‌پادشاهی
در طول دوره پیش‌پادشاهی تاریخ مصر، آهنگ‌های سوگواری همچنان نقش مهمی در آیین‌های مصری داشتند که با کف زدن یا فلوت همراه بودند. علی‌رغم فقدان شواهد فیزیکی در برخی موارد، مصر شناسان معتقدند که ساخت برخی از سازهایی که به دوره پادشاهی کهن، مانند فلوت دمیدنی، در واقع در دوره پیش‌پادشاهی اتفاق افتاده‌است. (pp33–34)

### پادشاهی کهن
مدارکی مربوط به نواختن سازهایی مانند چنگ، فلوت و دوکلارینت در پادشاهی کهن وجود دارد. سازهای کوبه ای و عود در دوره پادشاهی میانه به سازبندی‌ها اضافه شدند. سنج‌ها اغلب در موسیقی‌ها و رقص‌ها، همان‌طور که امروزه نیز در مصر استفاده می‌شوند، در آن دوره نیز مورد نواخته می‌شدند.

### موسیقی سده میانه
موسیقی نخستین خاورمیانه تحت تأثیر اشکال بیزانسی و پارسی قرار گرفت، که خود آنها به شدت تحت تأثیر موسیقی نخستین یونان، موسیقی سامی و مصر باستان بودند.
مصری‌های قاهره در سده‌های میانه معتقد بودند که موسیقی «تأثیر بسیار نیرومندی بر احساسات می‌گذارد و مردان را به شادمانی، عیاشی و گناه سوق می‌دهد». با این وجود مصری‌ها به موسیقی علاقه بسیار زیادی داشتند. طبق گفته‌ای دبلو لین اگرچه هیچ «آدم عاقلی» هرگز موسیقیدان نمی‌شد، اما موسیقی بخشی اساسی از جامعه را تشکیل می‌داد. بازرگانان در هر بخشی در زمان کار از موسیقی استفاده می‌کردند و در مدرسه‌ها نیز قرآن با سرود آموخته می‌شد. (p359)
موسیقی مصر سده‌های میانه برگرفته از سنت‌های یونانی و ایرانی بود. لین می‌گوید «برجسته‌ترین ویژگی سامانه موسیقی عربی تقسیم آهنگ‌ها به یک سوم است» هرچند که امروزه موسیقی‌شناسان غربی بیشتر ترجیح می‌دهند که آهنگ‌های عربی را یک چهارم فاصله تعریف کنند. آهنگ‌های این دوره ساده بودند و از نظر صدایی نیز محدوده کوچکی را پوشش می‌دادند. آهنگ مصری، اگرچه از نظر شکل ساده هستند، اما توسط خواننده آراسته می‌شوند. ادای متمایز و صدای متزلزل نیز از ویژگی‌های آواز مصری است. (pp360–361)
موسیقیدانان حرفه ای مرد در این دوره به نام آلاتیه (جمع) یا آلتی (مفرد) خوانده می‌شدند، که به معنی «نوازنده» است. با این حال، این نام هم به خواننده‌ها و هم به نوازنده‌ها گفته می‌شود. موقعیت آلتی در جامعه پست و بی‌آبرو تلقی می‌شد. با این حال، نوازندگان برای کسب درآمد این کار را انجام می‌دادند. آنها به‌طور کلی هر شب سه شیلینگ درآمد کسب می‌کردند، اما درآمد در مهمانانی‌ها بیشتر بود.
نوازندگان حرفه ای زن را عوالیم (جمع) یا علمه (مفرد) می‌نامیدند که به معنای زن فرهیخته است. این خوانندگان اغلب برای جشن‌ها در حرمسرای فردی پولدار استخدام می‌شدند. آنها با زنان حرمسرا یکجا نبودند و در واقع در اتاقی بلند که با پرده‌ای از زنان حرمسرا یا صاحبخانه پنهان می‌شد، می‌نشستند. عوالیم از آلاتیه دستمزد بالاتری داشتند و بیشتر از آلاتیه نیز مورد توجه بودند.

### موسیقی کلاسیک و پاپ نوین مصر
در نیمه دوم سده نوزدهم، سبک «حسب‌الله» برخاسته از موسیقی بومی بداهه‌ای بروز می‌کند، که ابتکار کلارینت‌نواز مصری محمد حسب‌الله و گروه وی، موسوم به حسب‌الله بوده‌است. سازبندی معمول گروه که شامل ترومپت، ترومبون، طبل بزرگ و طبل کوچک بوده برای بیش از یک سده هنوز استفاده می‌شود.
ضبط موسیقی مصری از دهه ۱۹۱۰ و زمانی که مصر هنوز بخشی از امپراتوری عثمانی بوده‌است آغاز می‌شود. عثمانی‌های شهری با تشویق به توسعه هنر، زنان و اقلیت‌ها را به توسعه توانایی‌های موسیقی خود تشویق می‌کنند. با سقوط امپراتوری ، سنت موسیقی کلاسیک مصر همچنان و به مرکزیت شهر قاهره رشد می‌کند. به‌طور کلی، موسیقی نوین مصری سنت‌های بومی خود را با آخشیج‌های ترکی و غربی ترکیب می‌کند.
از زمان پایان جنگ جهانی اول، برخی از بزرگ‌ترین ستاره‌های موسیقی خاورمیانه مصری بوده‌اند. موسیقی معاصر مصر ریشه در کارهای خلاق مشاهیری مانند عبدو هامولی، آلماز و محمود عثمان، که همگی تحت حمایت اسماعیل پاشای عثمانی بودند، دارد که بر کارهای مهم‌ترین آهنگسازان پسین مصری سده بیستم از جمله سید درویش، ام کلثوم، محمد عبدالوهاب، عبدالحلیم حافظ و زکریا احمد تأثیر گذاشتند. بیشتر این ستارگان، از جمله ام کلثوم و نجات صغیره بخشی موسیقی سنتی مصر بودند و برخی از آنها مانند عبد الحلیم حافظ از سال ۱۹۵۲ به بعد با جنبش ملی‌گرای مصر در ارتباط بودند.
فاطما سعید که زاده قاهره بود اولین خواننده سوپرانوی مصری بود که در تئاتر لا اسکالا، میلان آواز خواند و از بین ۲۰۱۶ تا ۲۰۱۸ در طرح هنرمندان نسل جدید رادیو 3 BBC نیز شرکت کرد.

## موسیقی کلاسیک غربی

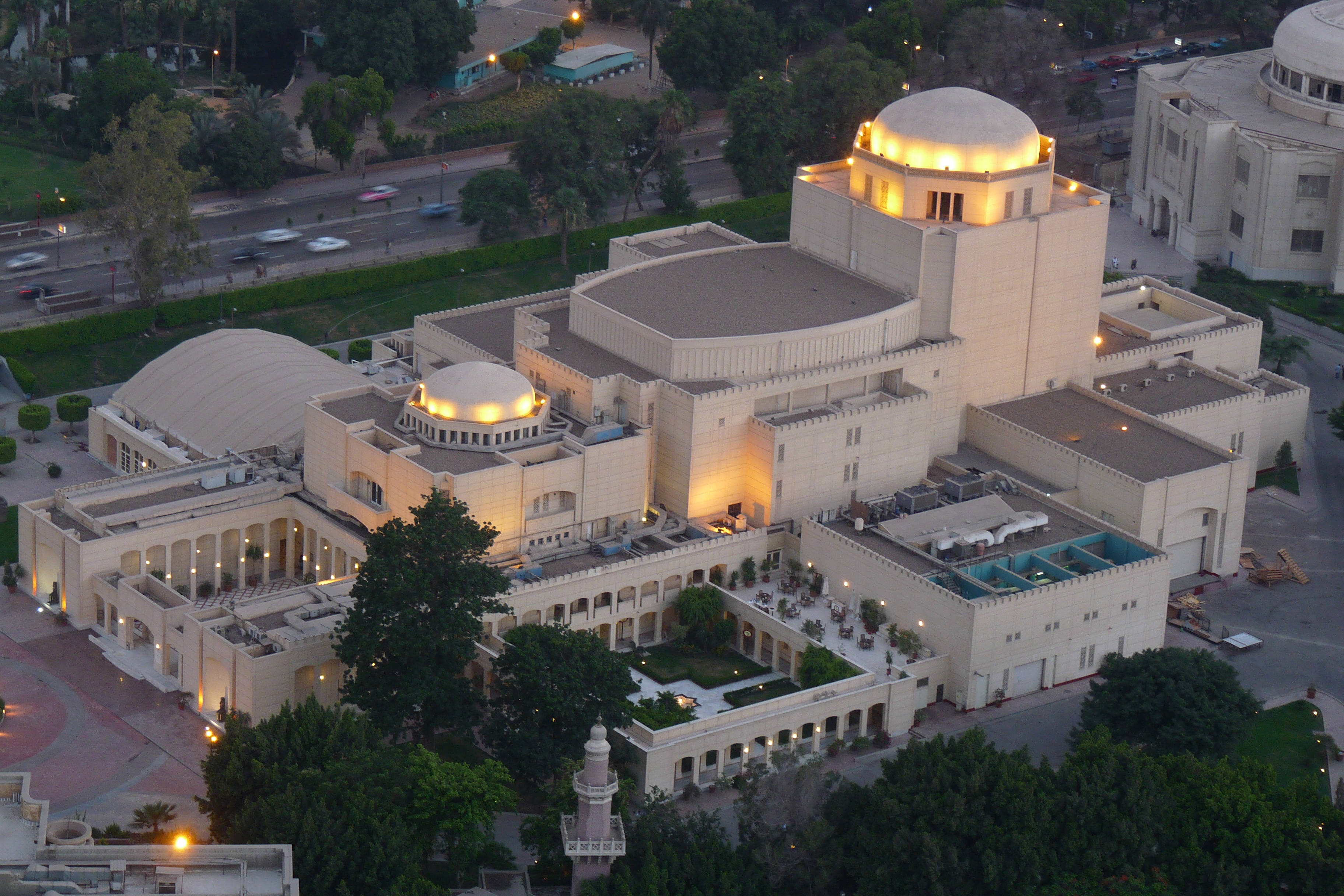
سالن اپرای قاهره که سازه فرهنگی چشم‌گیری در مصر و خاورمیانه است.

پس از ورود موسیقی کلاسیک غربی به مصر در میانه سده هجدهم، سازهایی مانند پیانو و ویولن به تدریج توسط مصری‌ها پذیرفته شدند. سنت اپرا نیز در طول سده هجدهم محبوبیت بیشتری پیدا کرد و آیدای مصری، ساخته جوزپه وردی، در ۲۴ دسامبر ۱۸۷۱ در قاهره به نمایش درآمد.
تا اوایل سده ۲۰، نخستین نسل آهنگسازان مصری، از جمله یوسف گریس، ابوبکر خیرات و حسن رشید، نوشتن برای سازهای غربی را آغاز کردند. نسل دوم آهنگسازان مصری شامل هنرمندان برجسته ای مانند جمال عبدالرحیم بود. آهنگسازان نماینده نسل سوم احمد الساعدی و راجح داود هستند. در اوایل سده ۲۱، حتی آهنگسازان نسل چهارم مانند محمد عبدالوهاب عبدالفتاح (از هنرستان قاهره) مورد توجه جهانی نیز قرار گرفته‌اند.

## موسیقی دینی در مصر
موسیقی دینی همچنان بخش مهمی از جشن‌های سنتی مسلمانان صوفی و قبطی که به نام مولید شناخته می‌شود، است. مولیدها برای بزرگداشت قدیسان یک کلیسای خاص مولیس در مصر برگزار می‌شوند. مولیدهای مسلمانان مربوط به آیین ذکر کردن صوفی‌ها است. فلوت مصری که به نام نی شناخته می‌شود معمولاً در مولیدها استفاده می‌گردد. موسیقی دینی آیین اسکندریه نیز آخشیج مهمی از موسیقی مصری را تشکیل می‌دهد و گفته می‌شود بسیاری از ویژگی‌های موسیقی مصر باستان را حفظ کرده‌است.

## موسیقی محلی
موسیقی سنتی مصر شامل آداب و رسوم ذکر صوفی، نزدیکترین شکل موسیقی معاصر مصر به موسیقی مصر باستان است که بسیاری از ویژگی‌های ضرب‌آهنگ و سازبندی در آن حفظ شده‌است.

## احیای موسیقی محلی و ریشه ای
در سده بیستم موسیقی مصر شروع به احیای موسیقی محلی و ریشه‌ای خود کرد. نوازندگان از سراسر مصر سنت‌های مردمی را مانند سنت مصری‌های روستایی (فلاح‌ها)، صعیدها و اقلیت‌هایی مانند مردم سینا، کولی‌های مصر، سیناوی‌ها و نوبی‌ها زنده کردند. همچنین آمیزه‌های محلی و پاپ از کارخانه موسیقی‌سازی قاهره بیرون آمدند.
از زمان عبدالناصر، موسیقی پاپ مصر در فرهنگ مصر، به ویژه در میان جمعیت زیادی از جوانان مصر، اهمیت بیشتری پیدا کرد. موسیقی محلی مصر همچنان در عروسی‌ها و دیگر جشن‌های سنتی پخش می‌شود. در یک‌چهارم آخر سده بیستم، موسیقی مصری راهی برای برقراری ارتباط اجتماعی و طبقاتی بود. از جمله مشهورترین خوانندگان موسیقی پاپ امروزه محمد منیر و عمرو دیاب هستند.
موسیقی سواحلی (ساحلی) نوعی موسیقی محبوب مصری مخصوص سواحل شمالی این کشور است که بر اساس سازهای مصر باستان و عمدتاً «سیمسیمیا» که ساز زهی بومی است، بنا شده‌است. از خوانندگان مشهور آن می‌توان به عبدو الاسکندرانی و عیدالقانیرنی اشاره کرد.

### صعیدی (مصر علیا)
نوازندگان مصری از مصر علیا نوعی موسیقی عامیانه به نام صعیدی که از مصر علیا نشأت گرفته‌است را می‌نواختند. این موسیقی در سال ۱۹۷۵ توسط آلن وبر کشف و به نام Les Musiciens du Nil (نوازندگان نیل) معرفی شد.

### نوبیان
در مصر، نوبیایی‌ها بومی‌های قسمت جنوبی اسوان هستند و برخی از آنها در قاهره، اسکندریه و شهرهای دیگر زندگی می‌کنند. موسیقی محلی نوبیا هنوز هم شنیده می‌شود و مهاجرت و تماس بین‌فرهنگی با مصری‌ها و دیگر سبک‌های موسیقی نوآوری‌های جدیدی ایجاد کرده‌است. کارهای علی حسن کوبان پیوسته او را میان صحنه موسیقی جهانی قرار می‌داد، و انتقادات اجتماعی و سیاسی محمد منیر به همراه موسیقی پاپ پیچیده‌اش او را به ستاره ای در میان نوبیایی‌ها، مصری‌ها و سایر مردم در سراسر جهان تبدیل کرده‌است. احمد مونیب، مربی محمد مونیر، مشهورترین خواننده نوبیایی بود که در صحنه موسیقی مصر ظاهر شد، و هم به زبان عربی مصری و هم نوبیینی آواز می‌خواند. حمزه علاءالدین یکی دیگر از هنرمندان محبوب مصری نوبیا بود که در صحنه موسیقی جهانی بسیار شناخته شده‌است و با کوارتت کرونوس همکاری کرده‌است.

## سازهای موسیقی مصری

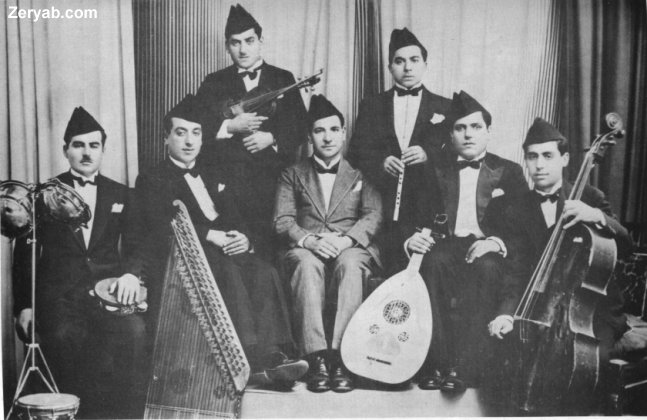
یک گروه معمول معاصر مصری که شامل عود، قانون، ویولن، نی و ویولن سل است.

در زمان خاندان عباسی و عثمانی، مصر یکی از قطب‌های اصلی موسیقی در خاور میانه بود و بنابراین پس از سقوط امپراتوری عثمانی در سال ۱۹۲۳، مصر پایتخت موسیقی عربی شد که در آن سازهای کلاسیک مانند عود، قانون و نی به‌طور گسترده‌ای مورد استفاده قرار گرفتند. یک «تخت» (گروه) معمول مصری متشکل از نوازنده عود، نوازنده قانون، نوازنده نی و نوازنده ویولن بود. تخت (به معنای مبل و نشیمنگاه مانند فارسی) رایج‌ترین شکل یک گروه موسیقی در اوایل سده بیستم و پیش از شکل‌گیری سازهای ارکسترال بود که توسط آهنگسازانی چون محمد القصبجی، ریاض سنباطی و محمد عبدالوهاب به عرصه موسیقی مصر معرفی شد.

## موسیقی الکترونیک
یکی از بزرگ‌ترین آهنگسازان موسیقی الکترونیک مصر، حلیم الضبع است. با این حال، صحنه موسیقی الکترونیک مصر تنها اخیراً بوده‌است که جایگاهی مهم و در شکل دی‌جی‌های پاپ تکنو، ترنس و رقص مانند علی‌اندفیلا به دست آورده‌است. در دهه ۲۰۱۰، موسیقی شعبی که نوعی موسیقی الکترونیکی دارای متن‌های سیاسی است، هم در موسیقی و هم در خارج از موسیقی محبوبیت پیدا کرد است.

## بازسازی موسیقی مصر باستان
در اوایل سده بیست و یکم، با الهام از تحقیقات موسیقی شناسان متولد خارجی مانند هانس هیکمن، علاقه به موسیقی دوره فراعنه افزایش پیدا کرد. در اوایل سده بیست و یکم، موسیقیدانان و موسیقی‌شناسان مصری به رهبری استاد موسیقی‌شناسی، خیری المال در دانشگاه هلووان در قاهره، شروع به بازسازی آلات موسیقی مصر باستان کردند و این پروژه همچنان در حال انجام است.

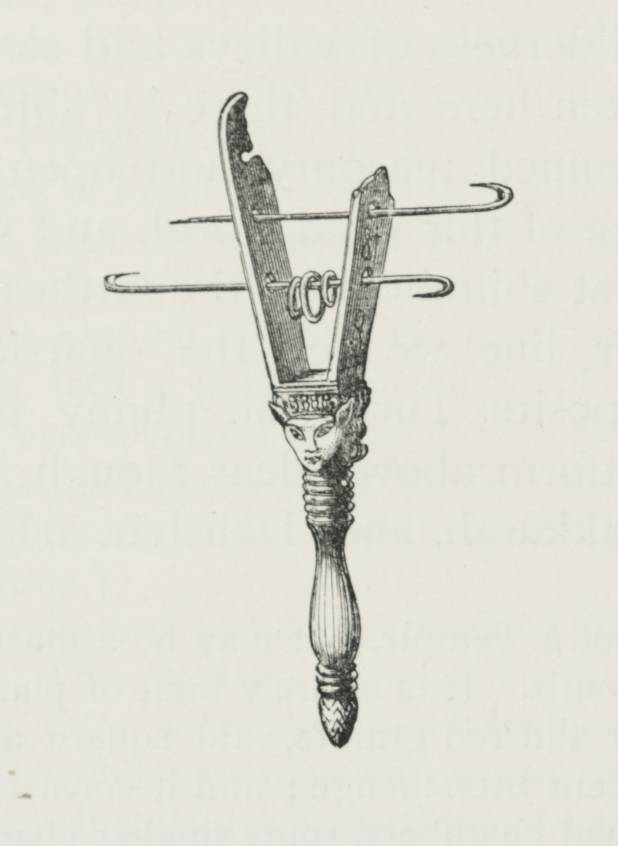
سیستروم شکسته مصری
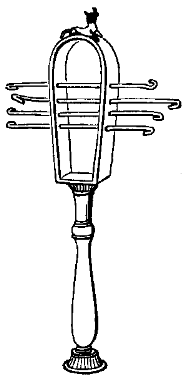
سیستروم مصری
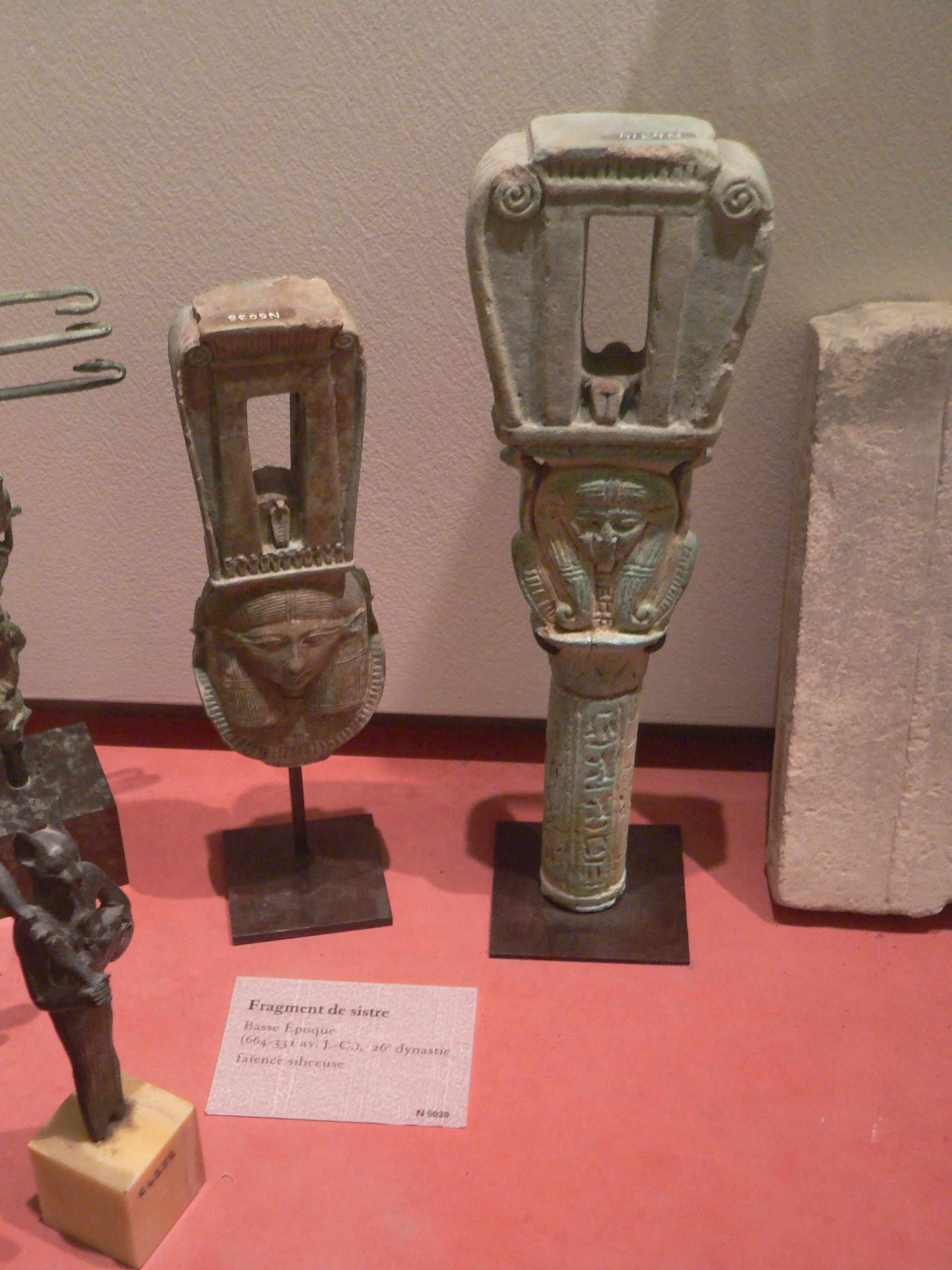
مجموعه ای از سیستم‌های خواب در لوور
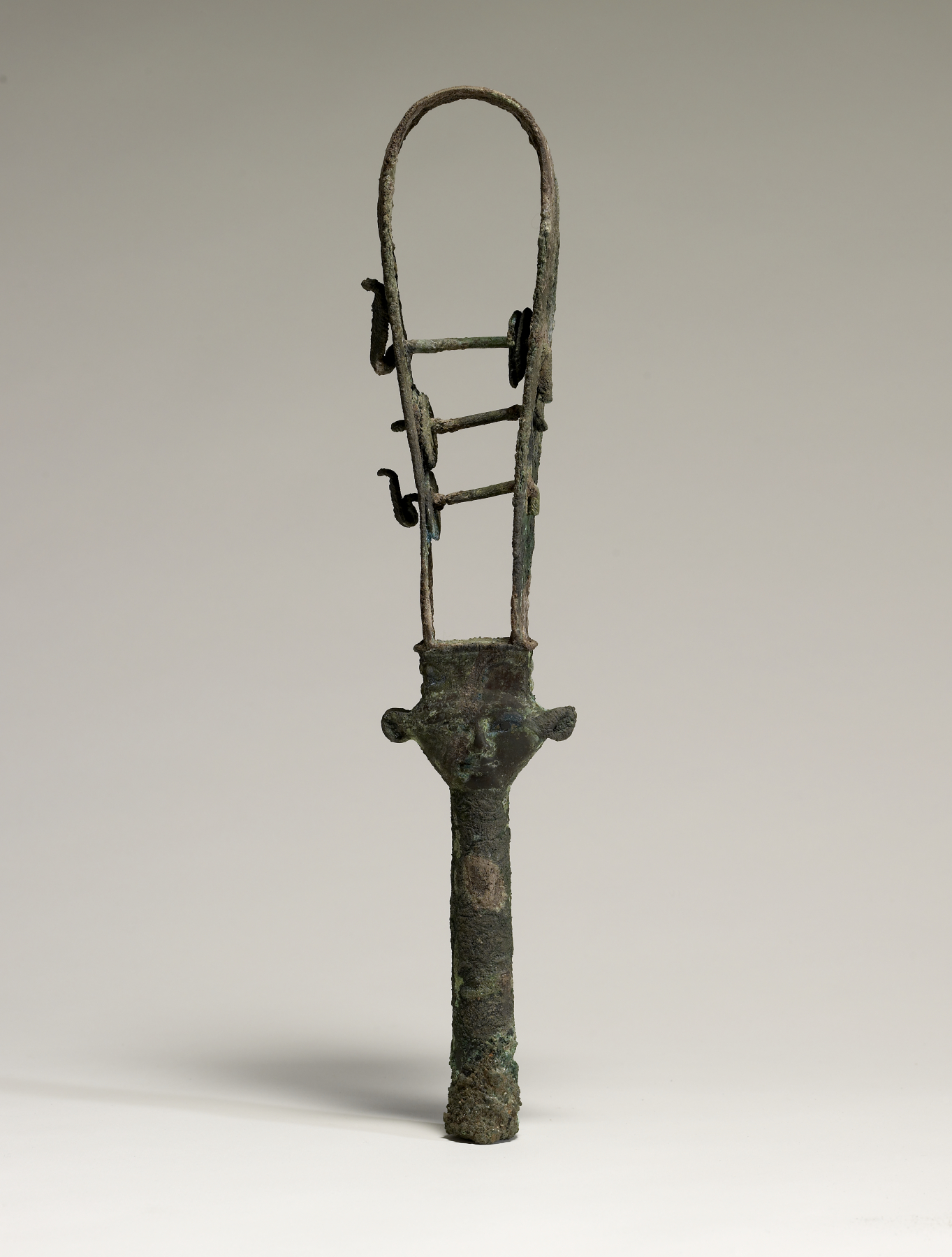
از موزه هنر والترز ، ۳۸۰–۲۵۰ قبل از میلاد
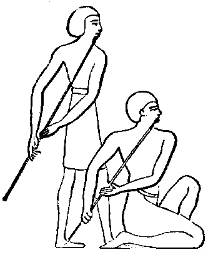
فلوت بلند مصر باستان
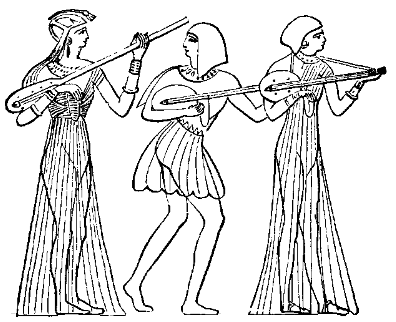
سازهای زهی مصر باستان
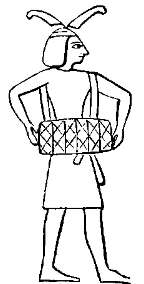
مصر باستان با طبل دو طرفه
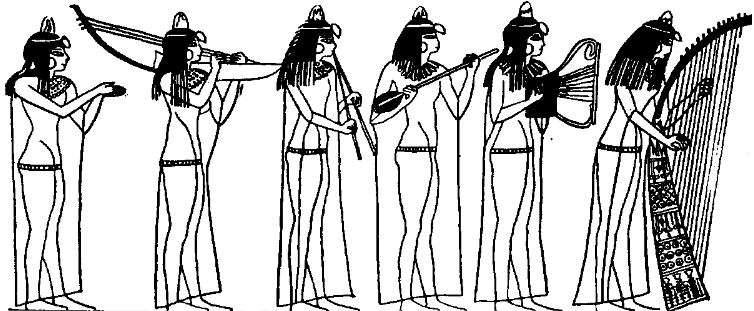
گروه موسیقی مصر باستان
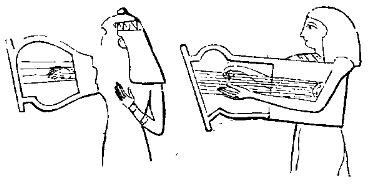
سبک دیرهنگ مصر
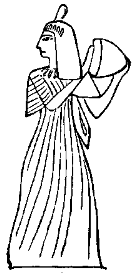
زن مصری باستان که طبل می‌نوازد
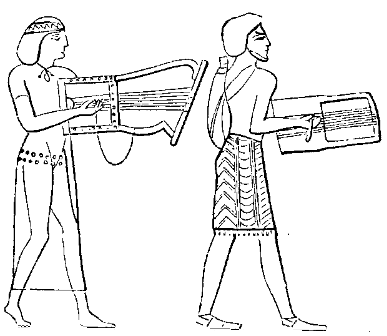
لیر مصری